# 울산종갓집도서관
울산종갓집도서관은 울산광역시 중구에 있는 공립 도서관이다.

## 연혁
- 2024년 10월 24일 개관.